# Ogasawara Yusei
Yusei Ogasawara (小笠原 侑生 Ogasawara Yusei, sinh ngày 16 tháng 4 năm 1988) là một cầu thủ bóng đá người Nhật Bản. Anh thi đấu cho Nongbua Pitchaya ở Thai League 2.

## Thống kê câu lạc bộ
| Thành tích câu lạc bộ | Thành tích câu lạc bộ | Thành tích câu lạc bộ | Giải vô địch | Giải vô địch | Cúp                   | Cúp                   | Tổng cộng | Tổng cộng |
| Mùa giải              | Câu lạc bộ            | Giải vô địch          | Số trận      | Bàn thắng    | Số trận               | Bàn thắng             | Số trận   | Bàn thắng |
| Nhật Bản              | Nhật Bản              | Nhật Bản              | Giải vô địch | Giải vô địch | Cúp Hoàng đế Nhật Bản | Cúp Hoàng đế Nhật Bản | Tổng cộng | Tổng cộng |
| --------------------- | --------------------- | --------------------- | ------------ | ------------ | --------------------- | --------------------- | --------- | --------- |
| 2011                  | Ehime FC              | J2 League             | 11           | 0            | 2                     | 0                     | 13        | 0         |
| 2012                  | Ehime FC              | J2 League             | 15           | 0            | 0                     | 0                     | 15        | 0         |
| 2013                  | V-Varen Nagasaki      | J2 League             | 14           | 1            | 0                     | 0                     | 14        | 1         |
| 2014                  | V-Varen Nagasaki      | J2 League             | 0            | 0            | 0                     | 0                     | 0         | 0         |
| Quốc gia              | Nhật Bản              | Nhật Bản              | 55           | 2            | 3                     | 0                     | 58        | 2         |
| Tổng                  | Tổng                  | Tổng                  | 55           | 2            | 3                     | 0                     | 58        | 2         |